# خوان بورخا (متسابق دراجات نارية)
خوان بورخا (بالإسبانية: Juan Bautista Borja)‏ مواليد 3 فبراير 1970 في ألتيا، هو متسابق دراجات نارية إسباني. نافس في سباقات بطولة العالم لفئة 500 سي سي ولفئة 250 سي سي ولفئة 50 سي سي. كما شارك في بطولة العالم للسوبربايك.

## روابط خارجية
- خوان بورخا على موقع MotoGP.com (الإنجليزية)
- خوان بورخا على موقع WorldSBK.com (الإنجليزية)